# Panzerbüchse 39
De Panzerbüchse 39, afgekort PzB 39, (Duits antitankgeweer model 39") was een Duits antitankgeweer dat werd gebruikt in de Tweede Wereldoorlog. Het was een verbetering van de Panzerbüchse 38 (PzB 38).

## Ontwikkeling

### PzB 38

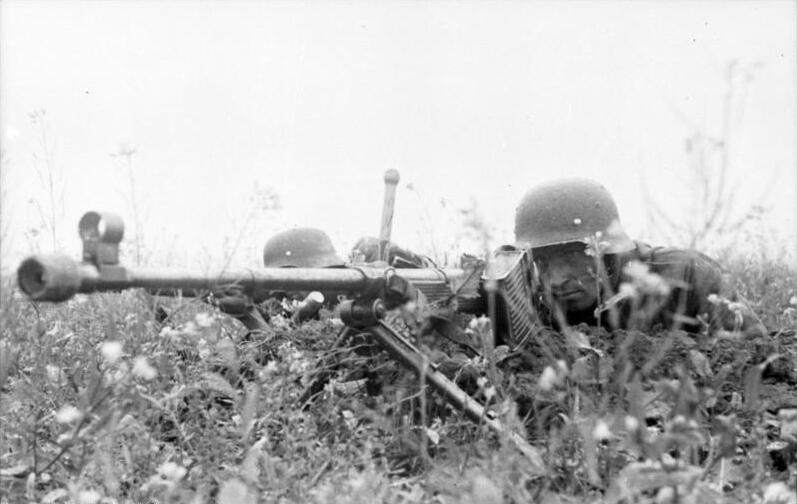
Ingegraven soldaten met de Panzerbüchse 39 ingezet op het oostfront.

Duitse antitankgeweren ontstonden in 1917 met de Mauser 1918 T-Gewehr, 's werelds eerste antitankgeweer. Het werd gecreëerd in reactie op het verschijnen van de eerste Britse tanks aan het westfront. Dat enkel schots handmatig bediende geweer genoot matig succes; ongeveer 15.800 geweren werden gebouwd.
De Duitse ontwikkeling werd eind jaren dertig hervat. In een poging om infanterie te voorzien van een man-draagbaar lichtgewicht antitankgeweer, Dipl. Ing. (gecertificeerd ingenieur) B. Brauer van Gustloff Werke in Suhl ontwierp de Panzerbüchse 38 (PzB 38). Het was een handmatig geladen enkel schots wapen met een terugslaande loop. Wanneer het geschoten werd, sloeg de loop ongeveer 9 cm terug, die het staartstuk opende en de lege patroonbehuizing uitwerpt. Het stuitliggingblok werd vervolgens in de achterste positie vastgezet en bleef open voor de schutter om handmatig een nieuwe patroon te plaatsen. De schutter liet vervolgens het gespannen staartstuk los met een hendel bij de greep. Het staartstuk en de loop zouden dan weer naar voren bewegen en de trekker werd gespannen in voorbereiding op het vuren. Dit nogal gecompliceerde mechanisme was naar verluidt gevoelig voor vastlopen omdat het systeem tijdens gebruik in het veld vuil werd.
Hoewel gefabriceerd met geperste stalen onderdelen die puntgelast waren, was het vanwege het gecompliceerde verticale stuitblokmechanisme moeilijk te produceren en werden slechts een klein aantal van 1.408 PzB 38 geweren gebouwd in 1939 en 1940 in de fabriek van Gustloff Werke; 62 van deze wapens werden gebruikt door Duitse troepen bij de invasie van Polen in 1939.
Het geweer was 161,5 cm lang - 129,5 cm wanneer het ingeklapt was voor transport - en woog 15,9 kg. Het gebruikte een specifiek ontworpen patroon met een standaard kaliber van 7.9 mm, maar een zeer grote 94 mm patroonbehuizing (namelijk 7.92×94mm). ook bekend als de "7.92 x 94 Patronen".

### PzB 39
De volgende ontwikkeling, waarop de productie onmiddellijk werd omgeschakeld, was de Panzerbüchse 39 (PzB 39), een verbetering gemaakt door Gustloff op hun PzB 38. Het gebruikte ook een verticaal stuitblokmechanisme en dezelfde patroon als de PzB 38. Het behield de loop van de PzB 38 en had een slechts licht verhoogde totale lengte van 162.0 cm ; het gewicht werd verminderd tot 12.6 kg. De prestaties waren in principe hetzelfde als die van de PzB 38. Om de praktische vuursnelheid te verhogen, konden twee kisten met elk 10 kogels worden bevestigd aan de zijkanten van het wapen in de buurt van het staartstuk - dit waren geen magazijnen die het wapen voedden, maar zetten alleen de patronen dichter bij de hand voor de schutter. 568 PzB 39 werden door het Duitse leger gebruikt bij de invasie van Polen; twee jaar later, aan het begin van de oorlog tegen de Sovjet-Unie, waren 25.298 PzB 39 in gebruik door Duitse troepen. De totale productie was van maart 1940 tot november 1941, toen de productie stopte, waren er 39.232 geweren. De PzB 39 bleef in gebruik tot 1944, tegen die tijd was hij hopeloos ontoereikend geworden tegen alle behalve de lichtste gepantserde voertuigen.

## Varianten

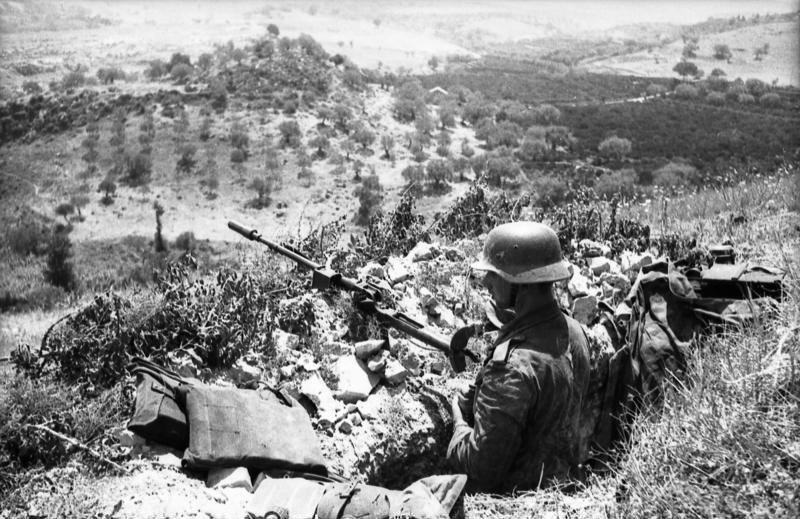
De Granatbüchse 39- granaatwerperversie van de PzB 39. De korte loop en de op de loop gemonteerde granaatwerperbeker onderscheiden deze variant van de PzB 39.

Startende in 1942, werden overgebleven PzB 39 herbouwd met een verkorte loop (590 mm) en een aangeplaatste Schiessbecher ("schietbeker") aanhangsel aangehangen aan de loop en werd gebruikt om standaard geweergranaten te gebruiken. De beker was het standaard type dat gebruikt werd met de tegenwoordige Kar 98k infanterie geweer en de munitie was ook veranderlijk; er waren drie types granaten: een anti-infanteriegranaat, een lichte anti-tank granaat en een grote-diameter anti-tank granaat. De granaten werden aangedreven door een speciaal patroon met een houten kogel. Het geweer was ook uitgerust met een speciaal vizier arrangement voor te vuren tot op een afstand van 150 m en de houten voorplaat werd verwijderd. Deze omgebouwde geweren kregen de designatie Granatbüchse Modell 39 (GrB 39) en bleven in gebruik tot op het einde van de oorlog.